# Flughafen BER – Terminal 1-2
Flughafen BER - Terminal 1-2 – stacja kolejowa położona w gminie Schönefeld, na południe od Berlina, zlokalizowana pod głównym terminalem portu lotniczego Berlin-Brandenburg do którego doprowadza szybką kolej miejską S-Bahn (linie S9 i S45), połączenia Intercity, regionalne oraz lokalne. Znajduje się za stacją Flughafen BER - Terminal 5 obsługującą połączenie S-Bahn  dla Terminala 5.

## Połączenia
Stacja obsługuje następujące połączenia:
- Połączenie Intercity IC 17 Drezno – Berlin Brandenburg Airport – Berlin – Rostock – Warnemünde
- Połączenie regionalne FEX Berlin Hauptbahnhof – Berlin Gesundbrunnen – Berlin Ostkreuz – Berlin Brandenburg Airport
- Połączenie regionalne RE 7 Dessau – Bad Belzig – Michendorf – Berlin – Berlin Brandenburg Airport – Wünsdorf-Waldstadt
- Połączenie lokalne RB 14 Nauen – Falkensee – Berlin – Berlin Brandenburg Airport – Königs Wusterhausen – Senftenberg
- Połączenie lokalne RB 22 (Berlin Friedrichstraße –) Poczdam – Golm – Saarmund – Berlin Brandenburg Airport
- Połączenie S-Bahn S45 Berlin Brandenburg Airport – Schönweide – Neukölln – Südkreuz
- Połączenie S-Bahn S9 Berlin Brandenburg Airport – Schönweide – Ostbahnhof – Alexanderplatz – Hauptbahnhof – Westkreuz – Spandau